# 上中里駅

田端信号場駅付近の路線図

上中里駅（かみなかざとえき）は、東京都北区上中里一丁目にある、東日本旅客鉄道（JR東日本）東北本線の駅である。駅番号はJK 35。
当駅には電車線を走る京浜東北線電車のみが停車し、旅客案内では「東北（本）線」とは案内されていない。また、JRの特定都区市内制度における「東京都区内」に属する。
田端信号場駅と東京新幹線車両センターの北端部に隣接している。

## 歴史
- 1933年（昭和8年）7月1日：鉄道省の駅として開業[3]。
- 1949年（昭和24年）7月15日：荷物の扱いを廃止[3]。
- 1987年（昭和62年）4月1日：国鉄分割民営化に伴い、東日本旅客鉄道（JR東日本）の駅となる[3]。
- 2001年（平成13年）11月18日：ICカード「Suica」の利用が可能となる[4]。
- 2005年（平成17年）3月：みどりの窓口を廃止し、指定席券売機を設置[5]。
- 2006年（平成18年）3月31日：改札前のKIOSKが閉鎖。
- 2007年（平成19年）4月1日：業務委託化。
- 2013年（平成25年）6月4日：近隣の西ケ原研修合同庁舎建設地において同年3月4日に発見された、旧日本軍の高射砲弾の不発弾の爆破処理のため、上中里駅付近を通る各線が日中の11時ごろから14時ごろにかけて運休となる[6][7]。
- 2021年（令和3年）2月3日：スマートホームドアの使用を開始[8]。

## 駅構造
島式ホーム1面2線を持つ地上駅で、橋上駅舎を有している。ホーム中ほどに駅長事務室（忘れ物取扱い）があるが、久しく使われていない。忘れ物の取り扱いなどは全て改札口での対応となる。
ホームと線路は全体的に王子寄りに向かって下り勾配となっている。北行（大宮方面）電車は当駅を出ると下り勾配から上り勾配に変わる。
JR東日本ステーションサービスが駅業務を受託する、王子駅管理の業務委託駅。お客さまサポートコールシステムが導入されており、一部の時間帯はインターホンによる案内となる。自動券売機、多機能券売機、指定席券売機が設置されている。
改札（自動改札機を設置）とホームを連絡するエスカレーター・エレベーター、および多機能トイレが設置されている。
かつてはホームからよく見える場所にアジサイが多く植えられ、当駅の名物となっていたが、1981年（昭和56年）に新しい駅舎を建設する際に撤去され、一部は近所にある寺院などへ移された。 

### のりば
| 番線 | 路線       | 方向 | 行先                 |
| ---- | ---------- | ---- | -------------------- |
| 1    | 京浜東北線 | 北行 | 赤羽・浦和・大宮方面 |
| 2    | 京浜東北線 | 南行 | 上野・東京・横浜方面 |

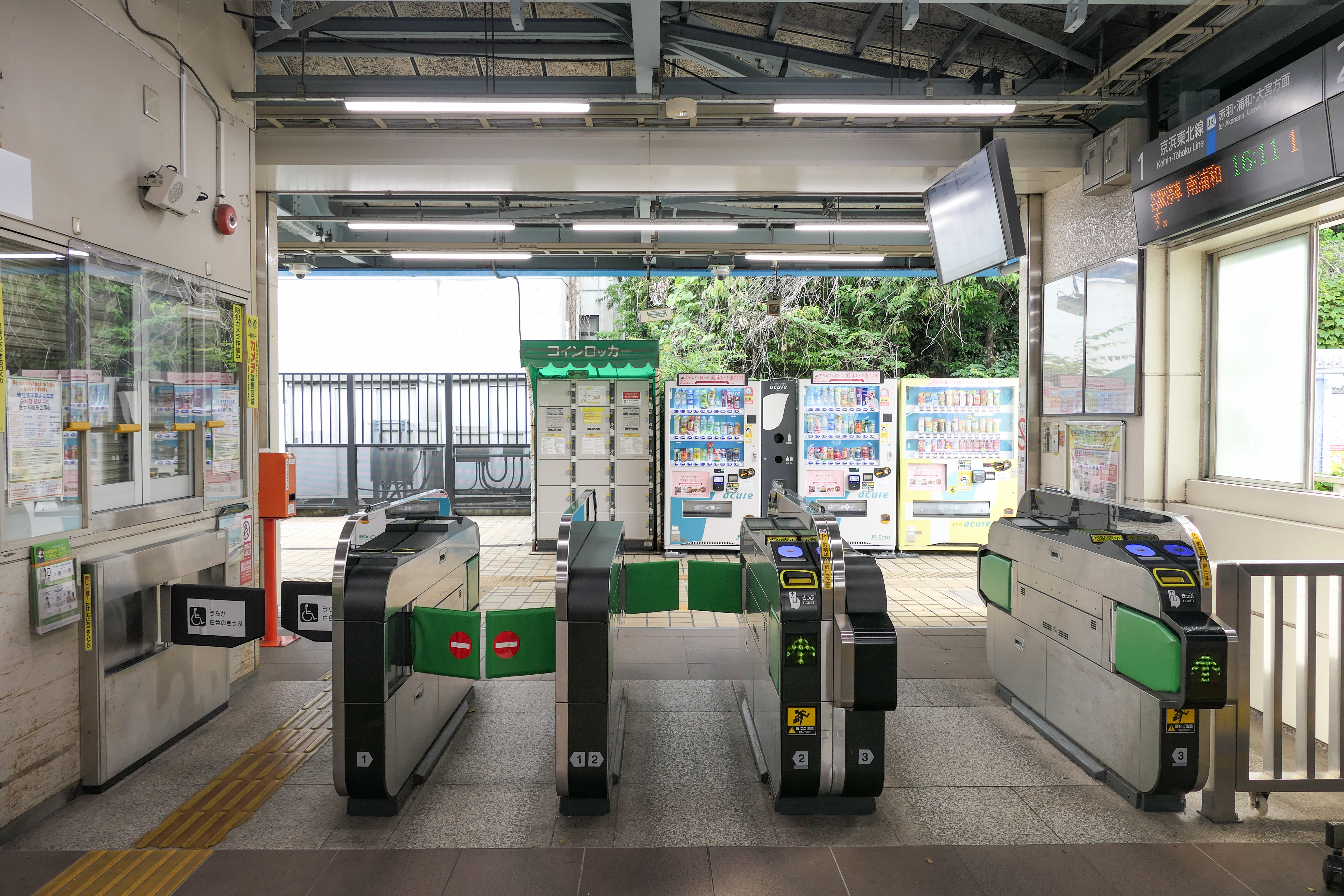
改札口（2023年5月）
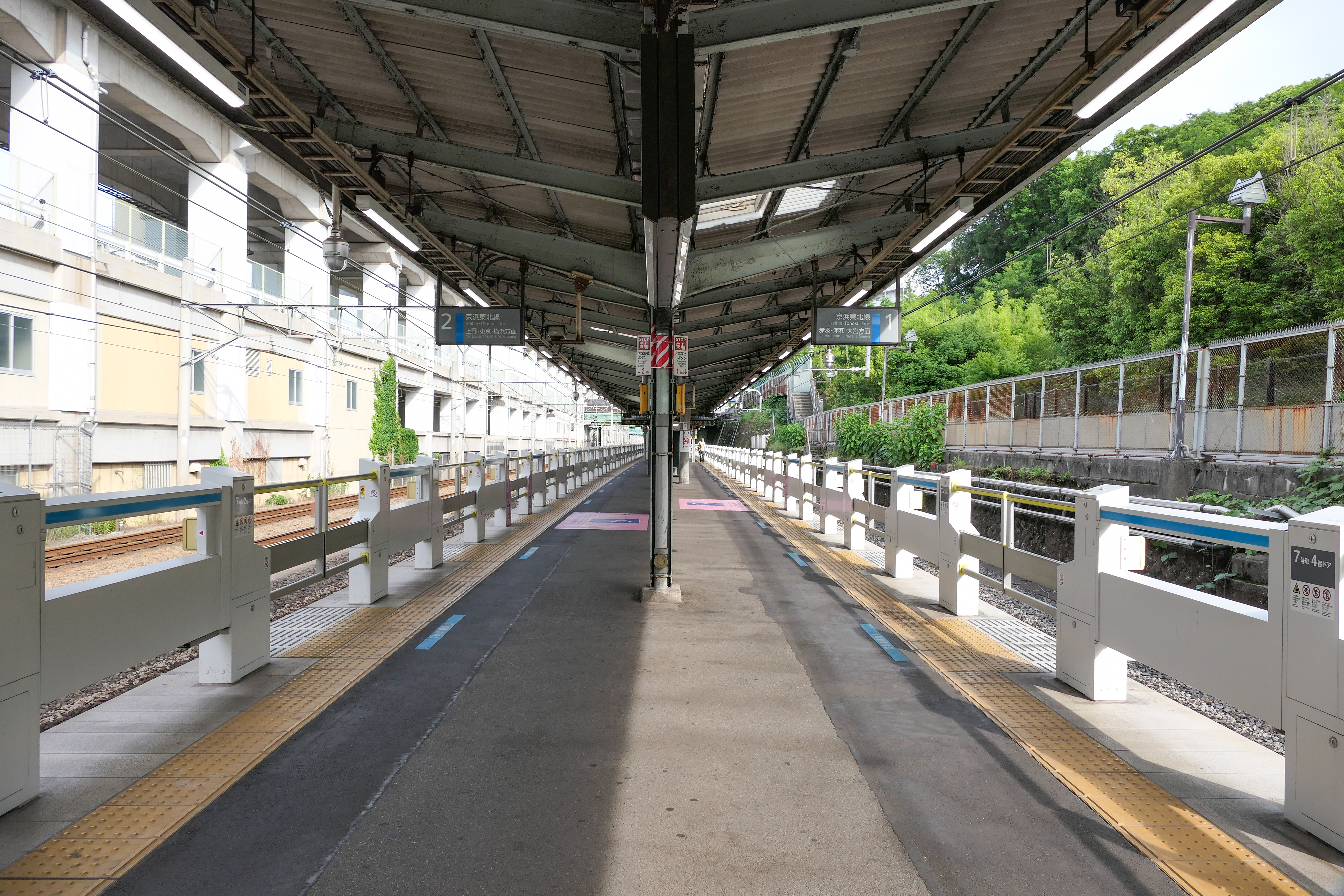
ホーム（2023年5月）

## 利用状況
2023年度（令和5年度）の1日平均乗車人員は6,895人である。京浜東北線・根岸線の駅では最も乗車人員が少なく、東京23区のJR駅の中では越中島駅に次いで2番目に利用客数が少ない。
1990年度（平成2年度）以降の推移は以下のとおりである。
| 1日平均乗車人員推移 | 1日平均乗車人員推移 | 1日平均乗車人員推移 | 1日平均乗車人員推移 | 1日平均乗車人員推移 | 1日平均乗車人員推移 |
| 年度                | 定期外              | 定期                | 合計                | 出典                | 出典                |
| 年度                | 定期外              | 定期                | 合計                | JR                  | 東京都              |
| ------------------- | ------------------- | ------------------- | ------------------- | ------------------- | ------------------- |
| 1990年（平成02年）  |                     |                     | 11,323              |                     | [ 都 1 ]            |
| 1991年（平成03年）  |                     |                     | 11,385              |                     | [ 都 2 ]            |
| 1992年（平成04年）  |                     |                     | 11,268              |                     | [ 都 3 ]            |
| 1993年（平成05年）  |                     |                     | 11,121              |                     | [ 都 4 ]            |
| 1994年（平成06年）  |                     |                     | 10,608              |                     | [ 都 5 ]            |
| 1995年（平成07年）  |                     |                     | 10,344              |                     | [ 都 6 ]            |
| 1996年（平成08年）  |                     |                     | 10,000              |                     | [ 都 7 ]            |
| 1997年（平成09年）  |                     |                     | 9,693               |                     | [ 都 8 ]            |
| 1998年（平成10年）  |                     |                     | 9,115               |                     | [ 都 9 ]            |
| 1999年（平成11年）  |                     |                     | 8,790               |                     | [ 都 10 ]           |
| 2000年（平成12年）  |                     |                     | 8,574               | [ JR 2 ]            | [ 都 11 ]           |
| 2001年（平成13年）  |                     |                     | 8,471               | [ JR 3 ]            | [ 都 12 ]           |
| 2002年（平成14年）  |                     |                     | 8,300               | [ JR 4 ]            | [ 都 13 ]           |
| 2003年（平成15年）  |                     |                     | 8,241               | [ JR 5 ]            | [ 都 14 ]           |
| 2004年（平成16年）  |                     |                     | 7,948               | [ JR 6 ]            | [ 都 15 ]           |
| 2005年（平成17年）  |                     |                     | 7,624               | [ JR 7 ]            | [ 都 16 ]           |
| 2006年（平成18年）  |                     |                     | 7,531               | [ JR 8 ]            | [ 都 17 ]           |
| 2007年（平成19年）  |                     |                     | 7,654               | [ JR 9 ]            | [ 都 18 ]           |
| 2008年（平成20年）  |                     |                     | 7,646               | [ JR 10 ]           | [ 都 19 ]           |
| 2009年（平成21年）  |                     |                     | 7,339               | [ JR 11 ]           | [ 都 20 ]           |
| 2010年（平成22年）  |                     |                     | 7,052               | [ JR 12 ]           | [ 都 21 ]           |
| 2011年（平成23年）  |                     |                     | 6,983               | [ JR 13 ]           | [ 都 22 ]           |
| 2012年（平成24年）  | 2,563               | 4,409               | 6,973               | [ JR 14 ]           | [ 都 23 ]           |
| 2013年（平成25年）  | 2,610               | 4,483               | 7,094               | [ JR 15 ]           | [ 都 24 ]           |
| 2014年（平成26年）  | 2,654               | 4,589               | 7,244               | [ JR 16 ]           | [ 都 25 ]           |
| 2015年（平成27年）  | 2,701               | 4,708               | 7,409               | [ JR 17 ]           | [ 都 26 ]           |
| 2016年（平成28年）  | 2,812               | 4,827               | 7,640               | [ JR 18 ]           | [ 都 27 ]           |
| 2017年（平成29年）  | 2,877               | 4,831               | 7,708               | [ JR 19 ]           | [ 都 28 ]           |
| 2018年（平成30年）  | 3,052               | 5,010               | 8,062               | [ JR 20 ]           | [ 都 29 ]           |
| 2019年（令和元年）  | 2,972               | 5,069               | 8,041               | [ JR 21 ]           | [ 都 30 ]           |
| 2020年（令和02年）  | 1,873               | 4,014               | 5,888               | [ JR 22 ]           | [ 都 31 ]           |
| 2021年（令和03年）  | 2,134               | 4,023               | 6,157               | [ JR 23 ]           | [ 都 32 ]           |
| 2022年（令和04年）  | 2,490               | 4,057               | 6,547               | [ JR 24 ]           | [ 都 33 ]           |
| 2023年（令和05年）  | 2,653               | 4,241               | 6,895               | [ JR 1 ]            |                     |

## 駅周辺
駅の立地が台地の斜面部分にあり、駅前は切り立った地形で平地面積が狭く、駅前にある施設は限られたものとなっている。また、路線南に位置する西ケ原側の駅周辺は閑静な住宅地、路線北側の尾久側も住宅地ではあるが、尾久車両センターと京浜東北線などの線路に囲まれた特殊な立地となっており、付近に大きな商店街やまとまった商業地区はない。
- マルエツプチ 上中里店（旧ポロロッカ） - 駅周辺で唯一のスーパーマーケット。
- 国立印刷局 東京工場
- 花と森の東京病院
- 旧古河庭園
- 西ヶ原一里塚（日本橋から岩槻街道2里目）
- 東京都北区防災センター（地震の科学館）
- 滝野川消防署
- 滝野川公園
- 北区滝野川体育館
- 滝野川警察署
- 北区滝野川会館
  - 北区滝野川文化センター
  - 北区立滝野川図書館
  - 北区役所 滝野川区民事務所
- 北区滝野川福祉保健センター
  - 北区滝野川地域包括支援センター
- 西ヶ原郵便局
- 瀧野川女子学園中学校・高等学校
- 七社神社
- 平塚神社
- 東京ゲーテ記念館
- 東京地下鉄（東京メトロ）南北線 西ケ原駅
- 宇都宮線・高崎線 尾久駅
- 北区コミュニティバス「旧古河庭園」停留所・「花と森の東京病院」停留所

## 隣の駅
東日本旅客鉄道（JR東日本）
 京浜東北線
■快速・■各駅停車
王子駅 (JK 36) - 上中里駅 (JK 35) - 田端駅 (JK 34)

### 記事本文
1. 1 2 3 4  『週刊 JR全駅・全車両基地』 05号 上野駅・日光駅・下館駅ほか92駅、朝日新聞出版〈週刊朝日百科〉、2012年9月9日、22頁。
2. 1 2 3 4  “駅の情報（上中里駅）：JR東日本”.   東日本旅客鉄道. 2023年9月11日時点のオリジナルよりアーカイブ。2023年9月11日閲覧。
3. 1 2 3  石野哲（編）『停車場変遷大事典 国鉄・JR編 Ⅱ』（初版）JTB、1998年10月1日、390頁。ISBN 978-4-533-02980-6。
4. ↑  “Suicaご利用可能エリアマップ（2001年11月18日当初）” (PDF).   東日本旅客鉄道. 2019年7月27日時点のオリジナルよりアーカイブ。2020年4月23日閲覧。
5. ↑  「みどりの窓口 リストラ JR東 昨年〜今年63駅で廃止 後釜は券売機、客イライラ」『朝日新聞』朝日新聞社、2006年7月11日、23 夕刊。
6. ↑  『西ケ原の不発弾処理を6月4日に実施』（プレスリリース）北区、2013年4月12日。オリジナルの2014年3月26日時点におけるアーカイブ。2021年2月3日閲覧。
7. ↑  『線路に近接する不発弾処理に伴う列車の運転見合わせについて』（PDF）（プレスリリース）東日本旅客鉄道、2013年4月12日。オリジナルの2013年4月24日時点におけるアーカイブ。2020年7月19日閲覧。
8. ↑  『より安全な駅ホーム・踏切の実現に向けた取組みについて』（PDF）（プレスリリース）東日本旅客鉄道、2020年4月7日。オリジナルの2020年4月7日時点におけるアーカイブ。2020年4月7日閲覧。
9. ↑  『鉄道ファン』1981年10月号より。
10. 1 2  “JR東日本：駅構内図・バリアフリー情報（上中里駅）”.   東日本旅客鉄道. 2024年12月2日閲覧。

### 利用状況
JR東日本
1. 1 2  “各駅の乗車人員（2023年度）”.   東日本旅客鉄道. 2024年12月2日閲覧。
2. ↑  “各駅の乗車人員（2000年度）”.   東日本旅客鉄道. 2024年12月2日閲覧。
3. ↑  “各駅の乗車人員（2001年度）”.   東日本旅客鉄道. 2024年12月2日閲覧。
4. ↑  “各駅の乗車人員（2002年度）”.   東日本旅客鉄道. 2024年12月2日閲覧。
5. ↑  “各駅の乗車人員（2003年度）”.   東日本旅客鉄道. 2024年12月2日閲覧。
6. ↑  “各駅の乗車人員（2004年度）”.   東日本旅客鉄道. 2024年12月2日閲覧。
7. ↑  “各駅の乗車人員（2005年度）”.   東日本旅客鉄道. 2024年12月2日閲覧。
8. ↑  “各駅の乗車人員（2006年度）”.   東日本旅客鉄道. 2024年12月2日閲覧。
9. ↑  “各駅の乗車人員（2007年度）”.   東日本旅客鉄道. 2024年12月2日閲覧。
10. ↑  “各駅の乗車人員（2008年度）”.   東日本旅客鉄道. 2024年12月2日閲覧。
11. ↑  “各駅の乗車人員（2009年度）”.   東日本旅客鉄道. 2024年12月2日閲覧。
12. ↑  “各駅の乗車人員（2010年度）”.   東日本旅客鉄道. 2024年12月2日閲覧。
13. ↑  “各駅の乗車人員（2011年度）”.   東日本旅客鉄道. 2024年12月2日閲覧。
14. ↑  “各駅の乗車人員（2012年度）”.   東日本旅客鉄道. 2024年12月2日閲覧。
15. ↑  “各駅の乗車人員（2013年度）”.   東日本旅客鉄道. 2024年12月2日閲覧。
16. ↑  “各駅の乗車人員（2014年度）”.   東日本旅客鉄道. 2024年12月2日閲覧。
17. ↑  “各駅の乗車人員（2015年度）”.   東日本旅客鉄道. 2024年12月2日閲覧。
18. ↑  “各駅の乗車人員（2016年度）”.   東日本旅客鉄道. 2024年12月2日閲覧。
19. ↑  “各駅の乗車人員（2017年度）”.   東日本旅客鉄道. 2024年12月2日閲覧。
20. ↑  “各駅の乗車人員（2018年度）”.   東日本旅客鉄道. 2024年12月2日閲覧。
21. ↑  “各駅の乗車人員（2019年度）”.   東日本旅客鉄道. 2024年12月2日閲覧。
22. ↑  “各駅の乗車人員（2020年度）”.   東日本旅客鉄道. 2024年12月2日閲覧。
23. ↑  “各駅の乗車人員（2021年度）”.   東日本旅客鉄道. 2024年12月2日閲覧。
24. ↑  “各駅の乗車人員（2022年度）”.   東日本旅客鉄道. 2024年12月2日閲覧。

東京都統計年鑑
1. ↑  “東京都統計年鑑 平成2年 95～103表 運輸及び通信” (PDF). 東京都統計データアーカイブ.   東京都. 2024年11月27日閲覧。 ※東京都統計データアーカイブより、調査名と対象年を手動選択。
2. ↑  “東京都統計年鑑 平成3年 102～110表 運輸及び通信” (PDF). 東京都統計データアーカイブ.   東京都. 2024年11月27日閲覧。 ※東京都統計データアーカイブより、調査名と対象年を手動選択。
3. ↑  “東京都統計年鑑 平成4年 94～126表 運輸及び通信” (PDF). 東京都統計データアーカイブ.   東京都. 2024年11月27日閲覧。 ※東京都統計データアーカイブより、調査名と対象年を手動選択。
4. ↑  “東京都統計年鑑 平成5年 94～126表 運輸及び通信” (PDF). 東京都統計データアーカイブ.   東京都. 2024年11月27日閲覧。 ※東京都統計データアーカイブより、調査名と対象年を手動選択。
5. ↑  “東京都統計年鑑 平成6年 97～129表 運輸及び通信” (PDF). 東京都統計データアーカイブ.   東京都. 2024年11月27日閲覧。 ※東京都統計データアーカイブより、調査名と対象年を手動選択。
6. ↑  “東京都統計年鑑 平成7年 107～138表 運輸及び通信” (PDF). 東京都統計データアーカイブ.   東京都. 2024年11月27日閲覧。 ※東京都統計データアーカイブより、調査名と対象年を手動選択。
7. ↑  “東京都統計年鑑 平成8年 107～138表 運輸及び通信” (PDF). 東京都統計データアーカイブ.   東京都. 2024年11月27日閲覧。 ※東京都統計データアーカイブより、調査名と対象年を手動選択。
8. ↑  “東京都統計年鑑 平成9年 114 JRの駅別乗車人員” (xls). 東京都統計データアーカイブ.   東京都. 2024年11月27日閲覧。 ※東京都統計データアーカイブより、調査名と対象年を手動選択。
9. ↑  “東京都統計年鑑 平成10年 107～138表 運輸及び通信” (PDF). 東京都統計データアーカイブ.   東京都. 2024年11月27日閲覧。 ※東京都統計データアーカイブより、調査名と対象年を手動選択。
10. ↑  “東京都統計年鑑 平成11年 107～138表 運輸及び通信” (PDF). 東京都統計データアーカイブ.   東京都. 2024年11月27日閲覧。 ※東京都統計データアーカイブより、調査名と対象年を手動選択。
11. ↑  “113 JRの駅別乗車人員（平成8～12年度）” (xls). 東京都統計年鑑 平成12年.   東京都. 2024年11月27日閲覧。
12. ↑  “113 JRの駅別乗車人員” (xls). 東京都統計年鑑 平成13年.   東京都. 2024年11月27日閲覧。
13. ↑  “113 JRの駅別乗車人員” (xls). 東京都統計年鑑 平成14年.   東京都. 2024年11月27日閲覧。
14. ↑  “113 JRの駅別乗車人員” (xls). 東京都統計年鑑 平成15年.   東京都. 2024年11月27日閲覧。
15. ↑  “113 JRの駅別乗車人員” (xls). 東京都統計年鑑 平成16年.   東京都. 2024年11月27日閲覧。
16. ↑  “115 JRの駅別乗車人員” (xls). 東京都統計年鑑 平成17年.   東京都. 2024年11月27日閲覧。
17. ↑  “9-8 JRの駅別乗車人員” (xls). 東京都統計年鑑 平成18年.   東京都. 2024年11月27日閲覧。
18. ↑  “9-8 JRの駅別乗車人員” (xls). 東京都統計年鑑 平成19年.   東京都. 2024年11月27日閲覧。
19. ↑  “9-8 JRの駅別乗車人員” (xls). 東京都統計年鑑 平成20年.   東京都. 2024年11月27日閲覧。
20. ↑  “4-8 JRの駅別乗車人員” (xls). 東京都統計年鑑 平成21年.   東京都. 2024年11月27日閲覧。
21. ↑  “4-8 JRの駅別乗車人員” (xls). 東京都統計年鑑 平成22年.   東京都. 2024年11月27日閲覧。
22. ↑  “4-8 JRの駅別乗車人員” (xls). 東京都統計年鑑 平成23年.   東京都. 2024年11月27日閲覧。
23. ↑  “4-8 JRの駅別乗車人員” (xls). 東京都統計年鑑 平成24年.   東京都. 2024年11月27日閲覧。
24. ↑  “4-8 JRの駅別乗車人員” (xls). 東京都統計年鑑 平成25年.   東京都. 2024年11月27日閲覧。
25. ↑  “4-8 JRの駅別乗車人員” (xls). 東京都統計年鑑 平成26年.   東京都. 2024年11月27日閲覧。
26. ↑  “4-8 JRの駅別乗車人員” (xls). 東京都統計年鑑 平成27年.   東京都. 2024年11月27日閲覧。
27. ↑  “4-8 JRの駅別乗車人員” (xls). 東京都統計年鑑 平成28年.   東京都. 2024年11月27日閲覧。
28. ↑  “4-8 JRの駅別乗車人員” (xls). 東京都統計年鑑 平成29年.   東京都. 2024年11月27日閲覧。
29. ↑  “4-8 JRの駅別乗車人員” (xls). 東京都統計年鑑 平成30年.   東京都. 2024年11月27日閲覧。
30. ↑  “4-8 JRの駅別乗車人員” (xls). 東京都統計年鑑 平成31年・令和元年.   東京都. 2024年11月27日閲覧。
31. ↑  “4-8 JRの駅別乗車人員” (xls). 東京都統計年鑑 令和2年.   東京都. 2024年11月27日閲覧。
32. ↑  “4-8 JRの駅別乗車人員” (xls). 東京都統計年鑑 令和3年.   東京都. 2024年11月27日閲覧。
33. ↑  “4-8 JRの駅別乗車人員” (xls). 東京都統計年鑑 令和4年.   東京都. 2024年11月27日閲覧。